# Adaeulum godfreyi
Adaeulum godfreyi is een hooiwagen uit de familie Triaenonychidae. De wetenschappelijke naam van Adaeulum godfreyi gaat terug op Lawrence.